# 十一边形
在幾何學中，十一邊形是指有十一條邊和十一個頂點的多邊形，其內角和為1620度，且有44條對角線。十一邊形有很多種，其中對稱性最高的是正十一邊形。其他的十一邊形依照其類角的性質可以分成凸十一邊形和非凸十一邊形，其中凸十一邊形代表所有內角角度皆小於180度。非凸十一邊形可以在近一步分成凹十一邊形和星形十一邊形，其中星形十一邊形表示邊自我相交的十一邊形。

## 命名
十一邊形的英文名稱是，其來自於希臘語的，代表「十一、十一的」字尾再加上-gon表示是一個多邊形。而十一邊形有時也叫做undecagon，（的母音音節省略，是一個從拉丁語引進的數學前綴）来表示「一、一的」，而不是 "Hena-"（一個從希臘語引進的數學前綴），後面加上 "deca-" 來表示「十一、十一的」，"undec-"是來自拉丁文的用法，也是「十一、十一的」意思。另外，十一邊形亦可以稱為endecagon。

## 正十一邊形
正十一邊形是指所有邊等長、所有角等角的十一邊形，由十一條相同長度的邊和十個相同大小的角構成，是一種正多邊形。正十一邊形的內角是{\displaystyle {\frac {9\pi }{11}}}弧度，換算成角度是147.27度。在施萊夫利符號中用 {\displaystyle \left\{11\right\}} 來表示。
若已知邊形邊長為{\displaystyle a}，則其面積為：
{\displaystyle A={\frac {11}{4}}a^{2}\cot {\frac {\pi }{11}}\simeq 9.36564\,a^{2}}
由於正十一邊形的邊數11不是一個費馬數，因此正十一邊形不是一個可作圖多邊形，也就是說正十一邊形無法利用尺規作圖做出；因為11不是皮爾龐特質數，正十一邊形甚至在允許用三等份角的工具時也不能作出；不過若有二刻尺輔助就可以。雖然純粹尺規作圖無法做出精確的正十一邊形，但仍可以做近似的正十一邊形。以下給出一個誤差為0.0105°的近似作圖： 

## 扭歪十一邊形

一個正扭歪十一邊形，位於十維正十一胞體中

扭歪十一邊形，又稱不共面十一邊形，是指並非所有頂點都共面的十一邊形，是有11條邊的扭歪多邊形。除了三維空間的扭歪十一邊形之外，扭歪十一邊形亦可以在一些高維度的多胞體中找到，通常會以皮特里多邊形的方式存在。例如十維正十一胞體的皮特里多邊形就是一個扭歪十一邊形，其具有A10 [39] 的考克斯特群的對稱性。

## 十一邊形的對稱性

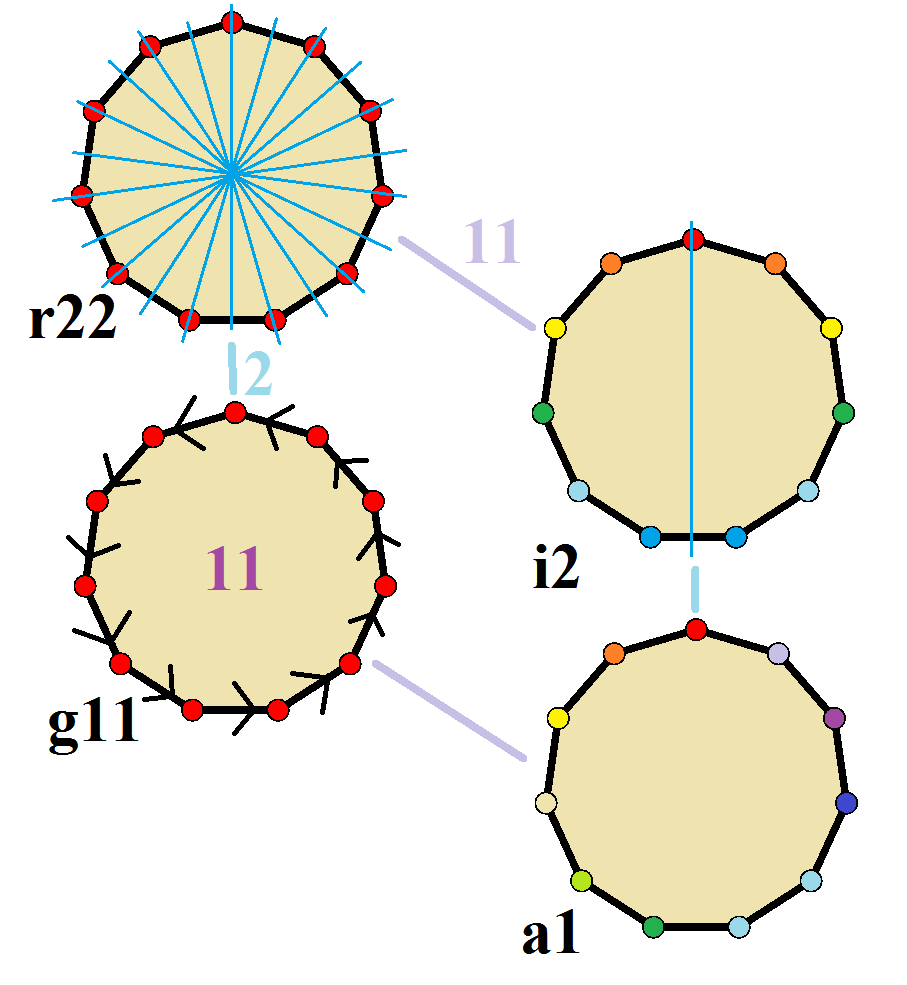
正十一邊形的對稱性。

正十一邊形具有Dih11的對稱性，其階數為22。由於11是一個質數，因此十一邊形的對稱群只有一個子群：Dih1和兩個循環群，他們分別為： Z11和Z1。

## 相關形狀
部分形狀與十一邊形相關，例如十一角星以及11個點的完全圖。

### 十一角星
正十一邊形和十一角星共用頂點，換句話說，將正十一邊形的十一個頂點以不同的順序相連就可以構造出十一角星。下面列出部分的十一角星
| {11/2} | {11/3} | {11/4} | {11/5} |

### 圖
K11完全圖經常會被以正十一邊形的圖形繪製來描述其36條連接邊。這個圖與十維正十一胞體的正投影圖同為11個頂點和55條邊。
| 十維正十一胞體 |

另外K11完全圖也顯示了十一邊形的44條對角線。

## 外部連結
- Properties of an Undecagon (hendecagon) With interactive animation
- 埃里克·韦斯坦因. . MathWorld.